# 제마 웰런
제마 웰런(Gemma Whelan, 1981년 4월 23일~)은 잉글랜드의 배우, 코메디언이다.

## 출연 작품
- 테드: 미다스 황금손의 비밀 (2017)